# Nisargadatta Maharaj

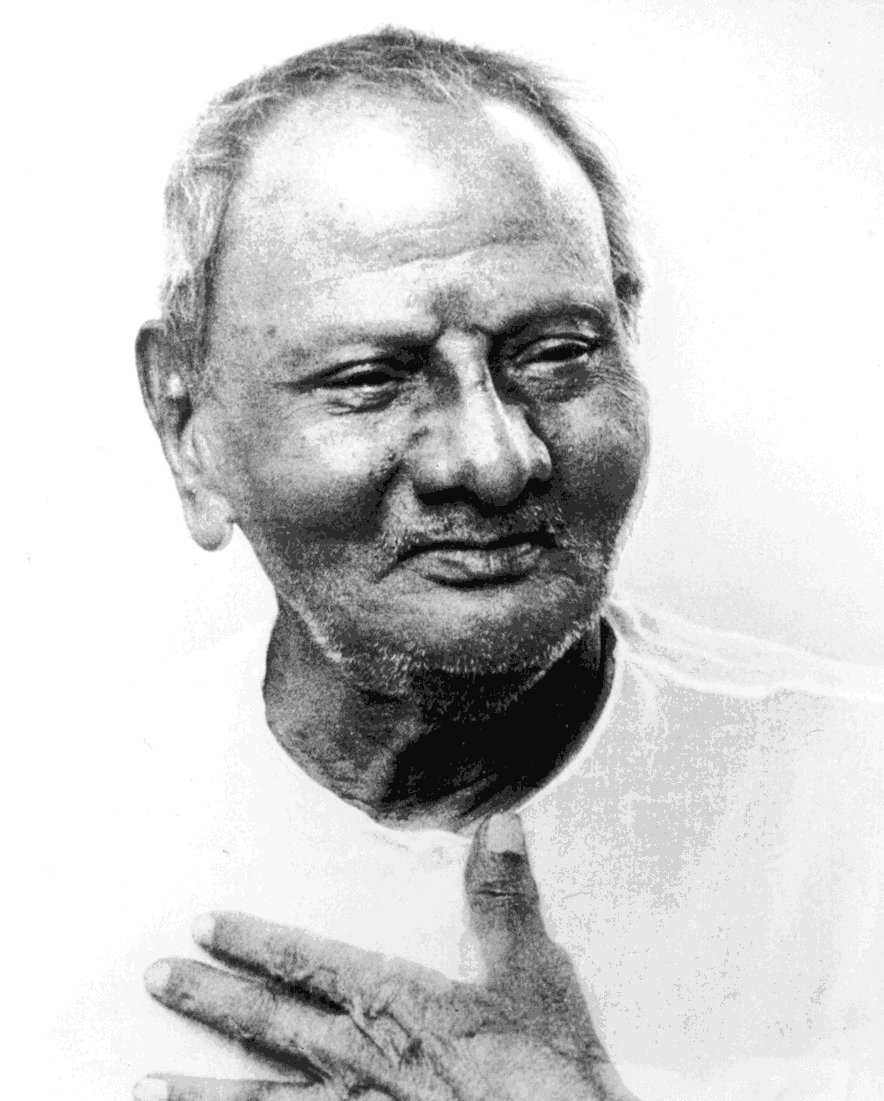
Nisargadatta Maharaj, 1973

Nisargadatta Maharaj, auch Sri Nisargadatta Maharaj genannt (* im März 1897 in Bombay; † 8. September 1981; bürgerlicher Name Maruti Shivrampant Kambli), war ein indischer spiritueller Lehrer, der in Bombay (heute Mumbai) lebte. Er wurde von vielen Indern und Besuchern aus der westlichen Welt als erleuchteter und spiritueller Meister verehrt. Von seinen Schülern wurde er für seinen direkten und zwanglosen Unterrichtsstil geschätzt. Er wurde vor allem durch das Buch I Am That bekannt, eine Sammlung von Gesprächen aus Tonbandaufzeichnungen, die in viele Sprachen übersetzt worden ist. Seine Lehre basiert auf dem Advaita Vedanta.

## Leben
Sein Vater Shivrampant arbeitete zunächst als Dienstbote in Bombay und später auf einem kleinen Bauernhof in Kandalgaon, einem kleinen Dorf in Maharashtra. Maruti (wie sein gebürtiger Name lautet) war 18 Jahre als sein Vater starb; er verließ das Dorf und begab sich nach Bombay, wo er kurzzeitig als Sekretär arbeitete. Danach wurde er Straßenverkäufer, woraus sich später ein kleines Geschäft entwickelte. Im Jahre 1924 heiratete er seine Frau Sumatibai, mit der er drei Töchter und einen Sohn hatte. Später eröffnete er einen Bidi-Laden, in dem er von Hand gerollte, aus Betelblättern gemachte, Zigaretten verkaufte. Erst in seinen mittleren Lebensjahren begann er offenkundig an spirituellen Themen Interesse zu zeigen.
Er hatte einen Freund namens Yashwantrao Bagkar, der eines Tages ein Treffen zwischen ihm und dessen Guru, Sri Siddharameshwar Maharaj arrangierte. Nisargadatta wurde von Shri Siddharameshwar Maharaj als Schüler angenommen und wurde in die Meditation und die spirituelle Lehre initiiert. Siddharameshwar Maharaj gehörte der Tradition der Navnath Sampradaya an, der Linie der neun Meister (s. u.) und war ein erleuchteter Meister.
Shri Siddharameshwar Maharaj starb drei Jahre später im Jahre 1936. Zu jenem Zeitpunkt verließ Nisargadatta seine Familie und seinen Bidi-Laden und begann, das Leben eines wandernden Asketen zu führen. Es dauerte jedoch nicht lange, bis er nach Bombay zurückkehrte, da ihm unterwegs klar geworden war, dass man die Wahrheit auch als ganz normaler Hausvater erkennen und leben könnte. Er nahm sein bürgerliches Leben und seine geschäftliche Tätigkeit als kleiner Unternehmer wieder auf und widmete seine verbliebene Freizeit philosophischen Gesprächen mit interessierten Besuchern, die sich mit der Frage nach der eigenen Identität und Selbsterkenntnis beschäftigten.
Über diese Gespräche und ein System der Frage und Antwort entwickelte Shri Nisargadatta Maharaj (auch oft nur Maharaj genannt) eine Methode, den Zuhörer unmittelbar zur Selbsterkenntnis (Erleuchtung) zu führen. Die heute erhaltenen Publikationen beruhen vorwiegend auf Aufzeichnungen dieser Gespräche und auf mündlichen Überlieferungen seiner persönlichen Schüler.
Bob Adamson, Stephen Wolinsky und Robert Powell sind Nachfolger seiner Lehre, die auch Bücher über ihn verfasst haben. Ramesh Balsekar empfing Interessierte bis zu seinem Tode 2009 und publizierte zahlreiche Bücher. Ein enger Freund von Shri Nisargadatta Maharaj, der ebenso ein Schüler von Shri Siddharameshwar Maharaj war, Ranjit Maharaj, lehrte in Mumbai, in Europa und den Vereinigten Staaten bis zu seinem Tod im Jahr 2000.

## Erleuchtung
Nisargadatta betont, Erleuchtung bestehe darin, das Anhaften an das Unwirkliche zu überwinden und so der Wirklichkeit ihren Platz zu geben:

„Du musst nicht zur Erleuchtung vorstoßen, denn du bist erleuchtet. Sie stößt zu dir vor, wenn du ihr eine Chance gibst. Lass deine Anhaftung an das Unwirkliche entgleiten, und das Wirkliche wird schnell und sanft dessen Platz einnehmen. Hör damit auf, dir einzubilden dies zu sein oder jenes zu tun, und du wirst erkennen, dass du an der Quelle und im Herzen von Allem bist. Auf diese Weise wird die große Liebe über dich kommen, die nicht Wahl oder Bevorzugung darstellt, sondern eine Kraft, die alle Dinge liebenswert und liebenswürdig macht.“

Er bekräftigt jedoch, es gebe dafür keine Bedingungen und keine nötigen Aktivitäten:

„Es gibt keine zu erfüllenden Bedingungen. Nichts muss getan werden, nichts muss aufgegeben werden. Schau einfach hin, und bedenke, was auch immer du wahrnimmst, bist nicht du, und gehört nicht dir. Es ist innerhalb des Bewusstseinsfeldes, aber du bist weder das Feld noch dessen Inhalt, ja noch nicht einmal der Beobachter des Feldes (Vyakta). Es ist deine Einbildung du müsstest irgend etwas tun, die dich in die Erwartungshaltung bezüglich deines Bemühens verstrickt - die Motivation, die Sehnsucht, das Scheitern, das Gefühl der Frustration, all dies hält dich zurück. Schau einfach auf das, was sich auch immer ereignet, wissend, dass du über den Dingen stehst.“

Individualität (Vyakti) ist für Nisargadatta eine Projektion des inneren Selbst (Vyakta), das wiederum aus dem Absoluten (Avyakta) entsteht. Das innere Selbst und das Absolute sind eins:

„Das äußere Selbst (Vyakti, Individualität) ist nur eine Projektion des inneren Selbst (Vyakta, wörtlich: das Entfaltete), das wiederum ein Ausdruck des Absoluten (Avyakta, wörtlich: das Unentfaltete) ist, das alles und nichts ist … Wenn die Vyakti ihre Nicht-Existenz in Separation vom Vyakta realisiert und der Vyakta die Vyakti als seinen eigenen Ausdruck sieht, dann kommen die Ruhe und der Frieden des absoluten, unentfalteten Zustandes zum Tragen. In Wirklichkeit sind die drei Eines: Vyakta und Avyakta sind untrennbar, während Vyakti die wahrnehmende, fühlende, denkende Aktivität ist, die aus dem Körper entsteht, der aus den fünf Elementen entsteht.“

Man müsse den Zustand der reinen Beobachtung erreichen:

„Die Realität existiert, und ist ihrem Wesen nach beobachtendes Bewusstsein. Natürlich ist sie jenseits des Beobachters, aber um in sie hineinzugelangen, muss man zuerst den Zustand der reinen Beobachtung erreichen...Der Beobachter (Vyakta) ist die Reflexion der Realität (Avyakta) in ihrer vollkommenen Makellosigkeit … Die Geisteshaltung der inneren Beobachtung ist außerordentlich machtvoll.“

Es sei nötig, sich zu beobachten, um die Trennung des Selbst vom Nicht-Selbst zu erkennen:

„Du musst dich permanent beobachten - vor allem deine Gedanken - in jedem Moment, ohne etwas auszulassen. Die Beobachtung ist wesentlich zur Trennung des Selbst vom nicht-Selbst … Sei dir jenes Zustandes bewusst, der einfach nur Sein ist, ohne dieses oder jenes zu sein.“

Shri Nisargadatta Maharaj scheint Sekten, Kulten und Glaubensrichtungen keine große Bedeutung beizumessen, nicht einmal seiner eigenen. Als Antwort auf einen Fragenden, der dem Kult des Navanath Sampradaya beitreten wollte, erwiderte er:

„In der Realität gibt es weder einen Guru noch einen Schüler, weder Theorie noch Praxis, weder Unwissenheit noch Erkenntnis. Es hängt alles davon ab, was du zu sein glaubst. Kenne dich selbst wahrhaftig. Es gibt keinen Ersatz für die Erkenntnis des Selbst.“

## Karma
In Karma sieht Nisargadatta Maharaj den Ausdruck eines wohlwollenden Gesetzes, eine Universaltendenz hin zum Gleichgewicht, zur Harmonie und zur Einheit. Er betont, all diese Leiden seien selbstgemacht, und bekräftigt, es liege in der Macht des Menschen, dem ein Ende zu setzen.

„Gott hilft, indem er den Menschen mit den Konsequenzen seiner Taten konfrontiert, und verlangt, daß das Gleichgewicht wieder hergestellt werde. Karma ist das Gesetz, das für die Rechtschaffenheit arbeitet; es ist die heilende Hand Gottes.“

Karma ist seiner Ansicht nur ein Speicher von nicht ausgelebter Energie, von unerfüllten, nicht verstandenen Wünschen und Ängsten. Dieser Speicher werde ständig durch neue Wünsche und Ängste wieder angefüllt. Dies brauche jedoch nicht für immer so zu sein:

„Verstehe die Ursache an der Wurzel deiner Ängste - Entfremdung von dir selbst und von deinen Wünschen - die Sehnsucht nach dem Selbst, und dein Karma wird sich auflösen wie ein Traum. Zwischen Himmel und Erde geht das Leben weiter. Nichts verändert sich, nur physische Körper treten in Erscheinung und vergehen wieder.“

## Navanath Sampradaya
Der Kult des Nath Sampradaya, später bekannt als der Navanath Sampradaya (die Tradition der neun Meister) gilt als Lehre, die in der Vorzeit verloren gegangen sein soll. Seine Anhänger glauben, der Kult habe seinen Ursprung in den Lehren des mythischen Rishi Dattatreya, der eine Inkarnation der heiligen Trimurti (Dreiheit) von Brahma, Vishnu und Shiva gewesen sein soll. Die spirituellen Errungenschaften jenes Sehers werden auch im Bhagavatapurana, dem Mahabharata und auch in manchen der späteren Upanishaden erwähnt.
Die Nath-Gurus vertreten die Ansicht, die gesamte Schöpfung bestehe aus Nada (akustischen Tönen, d. h. dem göttlichen Prinzip) und Bindu (Licht, d. h. dem physikalischen Prinzip), und der allerhöchsten Realität Shivas, dem diese beiden Prinzipien entspringen. Nach deren Ansicht besteht Erlösung für einen Menschen darin, die individuelle Seele mit Shiva zu vereinigen, und mit Hilfe des Laya-Verfahrens die Auflösung des menschlichen Ego, des Gefühls der Ichheit zu bewirken.
Die Methoden der Nath-Gurus sind einfach und direkt. Das Singen heiliger Lobgesänge und die Bilderverehrung gehören zwar zu den Traditionen des Kultes, dessen Lehre betont jedoch, die allerhöchste Realität könne nur innerhalb des eigenen spirituellen Herzens realisiert werden. Die Lehre des Nath Sampradaya möchte die Wege des Bhakti (Hingabe), Jnana (Wissen), Karma (Tat) und Dhyana (Versenkung) zu einem Königsweg vereinigen.
Es gibt viele Untergruppen des Nath Sampradaya (siehe auch Hinduistische Orden), Nisargadatta gehörte der Kadasiddha Sampradaya an.

## Werke
- Ich bin. Tl.1. J. Kamphausen Verlag, 2002, ISBN 3-933496-03-9
- Ich bin. Tl.2. J. Kamphausen Verlag, 1997, ISBN 3-933496-31-4
- Ich bin. Tl.3. J. Kamphausen Verlag, 2003, ISBN 3-933496-68-3
- Die Ultimative Medizin Noumenon Verlag, 2009, ISBN 978-3-941973-00-8
- Der Nektar Der Unsterblichkeit Noumenon Verlag, 2011, ISBN 978-3-941973-11-4
- Bevor Ich War, Bin Ich Noumenon Verlag, 2011, ISBN 978-3-941973-03-9

## Filme
- Stephen H. Wolinsky: I Am That I Am. Experience the teachings of Sri Nisargadatta Maharaj. DVD – 150 Min.
- Awaken to the Eternal. Nisargadatta Maharaj: A Journey of Self Discovery. Inner Directions Foundation, VHS NTSC – 57 Min.